# Anderlecht
Anderlecht (nederländskt uttal: [ˈɑndərlɛxt] lyssna (fil), franskt uttal: [ɑ̃dɛʁlɛkt]) är en av de 19 kommunerna i huvudstadsregionen Bryssel i Belgien. Kommunen ligger i regionens västra del och har cirka 120 887 invånare (2020). Anderlecht är känt för fotbollsklubben RSC Anderlecht. Den gränsar till Bryssels kommun och har till en stor del innerstadsbebyggelse.